# Cuspidariidae
Famille
Les Cuspidariidae sont une famille de mollusques bivalves marins appartenant à l'ordre des Pholadomyoida.

## Liste des genres
Selon Catalogue of Life (11 novembre 2018) :
- genre Austroneaera
- genre Bathyneaera
- genre Cardiomya
- genre Cuspidaria
- genre Jeffreysomya
- genre Krylovina
- genre Leiomya
- genre Luzonia
- genre Myonera
- genre Nordoneaera
- genre Octoporia
- genre Plectodon
- genre Pseudogrippina
- genre Pseudoneaera
- genre Rengea
- genre Rhinoclama
- genre Soyomya
- genre Thermomya
- genre Tropidomya

### Publication originale
- Dall, 1886 :  Reports on the results of dredging, under the supervision of Alexander Agassiz, in the Gulf of Mexico (1877-78) and in the Carribean Sea (1879-80), by the U.S. Coast Survey steamer "Blake", Lieut.-Commander C.D. Sigsbee, U.S.N. and Commander J.R. Bartlett, U.S.N. commanding. XXIX. Report on the Mollusca. Part 1, Brachiopoda and Pelecypoda. Bulletin of the Museum of Comparative Zoölogy at Harvard College, vol. 12, n. 6, pp. 171-318 (texte intégral).